# Tactiques de choc
Le terme de tactiques de choc désigne les méthodes de combat et manœuvres offensives visant à créer une situation de stress chez un ennemi par un effet de saturation locale au moyen d'un prompt, violent ou massif engagement des forces de l'attaquant, avec pour but de provoquer la rupture du dispositif de combat du défenseur. L'acceptation d'un degré élevé de risque en vue d'atteindre un résultat décisif par l'assaillant est intrinsèque à ces tactiques de combat. 

## Époques pré-modernes

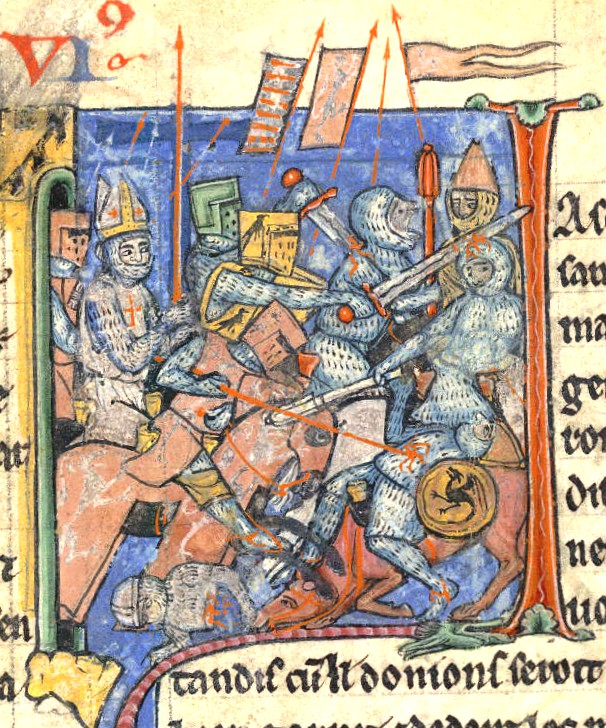
Enluminure médiévale illustrant une charge de cavalerie lourde lors de la Première Croisade.

Aux époques pré-modernes, les tactiques de choc étaient généralement mises en œuvre par la cavalerie lourde mais aussi parfois par l'infanterie lourde, à l'exemple des hoplites de la Grèce antique organisés en phalange, la tactique de choc ancienne la plus célèbre restant la charge de cavalerie médiévale. Au Moyen Âge, ce type d'attaque était menée par la cavalerie noble revêtue d'armures et chargeant au grand galop sur la formation de l'ennemi avec ses lances pointées dans sa direction.

## Époque moderne
Avec l'introduction des armes à feu, l'utilisation systématique de la charge de cavalerie comme « arme de choc » par excellence périclita, en particulier avec le développement des armes à répétition et les perfectionnements de l'artillerie à l'époque de la Révolution industrielle.
Les tactiques de choc de l'infanterie requéraient un feu soutenu jusqu'à ce que l'ennemi se trouvât à très courte distance, étant utilisé dans la défense aussi bien que l'attaque. La tactique d'infanterie préférée du duc de Wellington était de faire tirer une salve puis de pousser un cri de guerre et de charger,. Le « chant du cygne » de la charge d'infanterie massive survint lors de la Première Guerre mondiale, quand, au début de celle-ci, des masses de soldats français se lancèrent à l'assaut de troupes allemandes mieux pourvues en mitrailleuses, ensuite la généralisation des tranchées accentua l’inefficacité de ce mode d'attaque, les barbelés et l'utilisation massive de la mitrailleuse en faisant une tactique futile et coûteuse en vies humaines pour, au maximum, de très faibles gains et ce ne fut qu'avec l'engagement des premiers tanks que les tactiques de choc redevinrent possibles.

## Époque contemporaine
Au cours de la Seconde Guerre mondiale, les Allemands adaptèrent les tactiques de choc aux techniques de la guerre mécanisée : la Blitzkrieg – littéralement « guerre-éclair » – était basée sur l'emploi massif des blindés et remporta des succès considérables au cours du conflit. Cette tactique fut ensuite largement adoptée par la plupart des armées modernes.
La tactique américaine du « Shock and Awe » (« Choc et stupeur ») utilisée lors de la guerre en Irak est une tactique de choc basée sur une combinaison entre guerre terrestre et frappes aériennes.